# Hôtel de préfecture de l'Oise
L’hôtel de la préfecture de l’Oise est un édifice situé à Beauvais, en France. Il abrite la préfecture du département de l’Oise.
Il s'agit de l'ancienne abbaye Saint-Quentin fondée en 1067. Des bâtiments de cette époque, il ne reste que deux vestiges : L'ancienne chapelle de l'abbé du XIIe siècle et un mur gouttereau de l'église abbatiale du XIe siècle. Le grand-logis est construit au XVIIe siècle. Désacralisée à la Révolution, l’abbaye devient une manufacture puis le conseil général l’achète en 1823 en vue d'en faire la préfecture.
La préfecture est classée au titre des monuments historiques le 11 février 1963 et inscrit partiellement le 6 janvier 1989. Le jardin d'agrément de la Préfecture est versé au pré-inventaire des jardins remarquables.

## Localisation
La préfecture est située dans le département français de l’Oise, sur la commune de Beauvais, au nord-ouest du centre-ville, au 1 place de la Préfecture. Son domaine est bordé à l’ouest par la rivière de Saint-Quentin, à l'est par le ruisseau de Sainte-Hélène et le canal Gonard. Au nord se trouve le Conseil départemental de l'Oise.

## Historique

### De la création à la Révolution
Au milieu du XIe siècle, le paysage religieux de Beauvais est important. Il est composé de l'abbaye saint-Lucien, de Notre-Dame-de-la-Basse-Œuvre qui est cathédrale depuis cent ans au moins, la collégiale Saint-Barthélemy, l'église Saint-Michel sur les remparts, l'église Saint-Nicolas, l'église Notre-Dame-du-Thil, l'église Saint-Étienne. Autour de Beauvais, se trouvent une chapelle qui deviendra l’abbaye de Saint-Symphorien, et la chapelle de Voisinlieu qui deviendra la maladrerie Saint-Lazare.
Guy de Saint-Quentin-en-Vermandois souhaiterait une église plus modeste, il déplore que la cupidité l’emporte de plus en plus sur la foi. Même le siège épiscopal n’est pas épargné par les scandales. Par exemple des chanoines payent des clercs pour les remplacer à l’office. En 1064 quand il est nommé évêque, il se fait fort de faire rentrer dans le rang le clergé et les chanoines sous sa juridiction à l’instar du pape Grégoire VII.

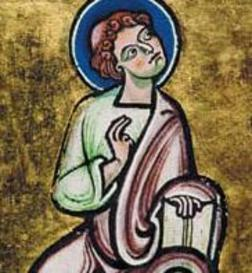
Yves de Chartres.

En 1025, Robert II le Pieux fait donation à l’évêché de nombreuses terres, y compris les droits de lever des impôts qui y sont attachés. Ceci en échange de messes pour la remise de ses péchés et que les autres soient incités à un plus grand zèle de piété. Guy lance donc la construction d’un monastère, et afin de le doter suffisamment, il octroie des prébendes sur la cathédrale et d’autres collégiales, ainsi que des moulins. Il choisit d'ériger les bâtiments sur l'une des terres de l'évêché en dehors de la ville de Beauvais, située à l'ouest, entre Saint-Just-des-Marais et l’abbaye Saint-Lucien. L’abbaye et son église auraient été construites en deux ans. Cette abbaye sera régie par la règle de saint Augustin, et ses occupants ne vivent donc pas cloîtrés. La dédicace de l'église a lieu le dimanche 4 octobre 1069 en présence des évêques d'Amiens, Noyon, Meaux, Troyes, Senlis et l'archevêque de Reims. L’évêque Guy choisit comme premier abbé régulier Yves de Chartres, un jeune chanoine de Nesle, qui est né à Auteuil et a fait ses études à l'abbaye du Bec-Hellouin.
Il est constitué un trésor à l'ouverture de l'église : une couronne, une table et une croix en argent, un tabernacle, deux livres, neuf chapes avec une chasuble et dix cloches.
La fermeté de Guy de Saint-Quentin occasionne beaucoup d’antagonismes à cet évêque, et par conséquent, à l'abbaye. En effet, le pape Alexandre II reçoit des accusations contre Guy. Après enquête, il lui apporte néanmoins son soutien. Non content du résultat, Lanscelin, seigneur de Beauvais, ne s'arrête pas là et en réfère au roi Philippe Ier. Celui-ci demande à l'évêque de quitter son poste et met sous séquestre les biens de l’évêché, livrant ainsi les religieux à la mendicité. Pour survivre, ils partent en pèlerinage à travers la France avec les reliques de sainte Romaine.
À la mort du pape Alexandre II, c’est Grégoire VII qui accède au siège papal en 1073. Aussitôt, il confirme sans ambigüité Guy dans sa fonction d’évêque. Malgré tout, cela n'empêche pas les chanoines du chapitre cathédral de poursuivre leur vendetta contre lui. Ils cherchent à contester les droits et revenus de l'abbaye. En 1079, l'abbaye obtient, après une rencontre à Gerberoy du roi de France et du roi d’Angleterre, la reconnaissance de ses droits lors du concile de Soissons. Les chanoines accusent ensuite les moulins de l’abbaye de ralentir le cours du Thérain et d'être la cause de son envasement. Saint-Quentin est soutenue par le nouvel évêque Ansel. Yves devenu évêque de Chartres condamne l'évêché à assurer l'entretien du ruisseau qui lui appartient. Cette décision de 1099 marque l’histoire de Beauvais, car elle aboutit sur la première charte communale de la ville. Les chanoines tentent aussi, mais en vain, de contester les propriétés de l'abbaye auprès d'Yves de Chartres. En 1099 Wallon dit Gallon est nommé comme second abbé de Saint-Quentin, mais des contestations s'élèvent, et c'est à nouveau Yves de Chartes qui doit intervenir auprès du pape.
Les droits et privilèges de l’abbaye sont souvent attaqués, notamment par les chanoines de la cathédrale qui spolient leurs propres biens. Ainsi l'abbaye Saint-Quentin doit se faire confirmer ses revenus à plusieurs reprises. Dans ce sens, le pape Grégoire VII confirme les résolutions du concile de Soissons par une bulle en 1083. Urbain II en 1093, Innocent II en 1143, Alexandre III en 1178, Grégoire IX en 1232 et Clément IV en 1266 renouvellent cette confirmation). Pour sa fidélité et son soutien, l’abbaye reçoit en donation de nombreux droits et terres au cours de l’histoire. Le domaine de Saint-Quentin est important, il bénéficie d'un colombier ; de vignes avec leurs pressoirs ; de droits de voirie ; de ruisseaux avec leurs droits de pêche ; de plusieurs moulins ; de droit de bois ; ainsi que de droits sur les prébendes du clergé de plusieurs églises.
Au cours de son histoire, l’abbaye doit faire face à de nombreuses catastrophes. En 1346, un incendie ravage les bâtiments en dehors de l'église. En 1347, les Anglais pillent les maisons et le bétail. En 1358, lors de la révolte des Jacques, la commune, pour se protéger, fait abattre le pont de la tour de Croux, ce qui perturbe grandement les déplacements des moines. Le pont n'est reconstruit qu’en 1366. En 1361, Jean, évêque de Beauvais, prend des terres à l'abbaye pour faire fortifier la tour de Croux. En 1410, l'évêque fait abattre un pont de bois de l'abbaye. Une décision de justice est rendue en faveur des religieux, mais magnanime, Jean accepte de leur céder les baux.
En 1472 lors du siège de Beauvais par Charles le Téméraire, les lieux sont pillés et le clocher est détruit. L'abbaye ne s’en relève pas facilement. C'est à peine si elle arrive à nourrir plus de trois personnes. Lors des guerres de Religion, c'est sur les terres de Saint-Quentin que campent les troupes pillardes de la Ligue. Pour financer les guerres de la Ligue, en 1589, l'abbaye est taxée à hauteur de 554 livres qu'elle doit emprunter. Puis en 1595 ce sont 194 écus qu'elle doit trouver. Jean Poulain, le prieur de la chambre, accepte de lui accorder un prêt. Il abandonne ensuite sa dette en échange de messes hautes à célébrer chaque semaine. De plus en plus souvent, l’abbaye doit faire face à des bourgeois qui ne payent pas les locations, ou défendre ses droits de justice contre des tentatives d'usurpation. Avec le temps, les contestations sont de plus en plus nombreuses.
Saint-Quentin est une abbaye de renom, ce qui fait que l’on ne peut pas y accueillir tous les postulants. On crée la filiale du Fay-Saint-Quentin qui est régie par la même règle, et de nombreux dons affluent vers le nouveau prieuré. Le nouvel abbé est généralement proposé par les chanoines à l'issue d'un vote, puis désigné par l'évêque de Beauvais. Quand en 1497 le pape Alexandre VI souhaite directement nommer Jean de Saint-Denis, celui-ci y trouve porte close. Le prieur Pierre V dit Donque se déclare l’abbé légitime. À sa suite est élu Pierre VI dit de Catheux en 1521. C’est le trente-huitième abbé et en même temps le dernier abbé régulier. En effet le Pape Jules III désigne un abbé commendataire en la personne de Charles d'Humières, évêque de Bayeux, en 1553. À cette période il n'y a plus que huit religieux. Le 25 décembre 1573 les trois premiers marguilliers sont élus, ce qui renforce la vie paroissiale.
En 1580, le bourg est touché par la peste (trente-deux nouveaux cas en une journée), ce qui a pour conséquence l'arrêt du commerce. La maison du clos est incendiée en prévention. À la mi-carême, pour contrer la peste, on organise une grande procession. À Pâques, un tremblement de terre se faisant sentir pendant un quart d'heure, on organise une nouvelle procession. Le terrain marécageux est insalubre. Les puits approvisionnent les villageois d’une eau boueuse porteuse de maladies comme la typhoïde et le choléra. La saleté et la concentration de logements humides justifient les épidémies fréquentes. En juin de la même année, c’est un incendie accidentel qui se déclare dans le logis du drapier et se communique aux maisons adjacentes.
En 1581, c'est une tempête qui ébranle le clocher du prieuré de Bresles : Le prieur et plus de vingt personnes trouvent la mort, et cinquante autres sont blessés. En mars 1583, c'est une inondation qui recouvre toutes les terres. D’ailleurs, une fois dans quasiment chaque décennie, les terres sont menacées par des inondations à la suite des crues du Thérain, dues à la fonte des neiges, comme en janvier 1741, en février 1784 et particulièrement en janvier 1757 où les faubourgs de Saint-Quentin et de Saint-Jacques sont quasiment entièrement recouverts, ou lors de violents orages comme en septembre 1729. Le 3 octobre 1583 c'est un globe de feu dans le ciel qui inquiète la population. L'abbaye organise une nouvelle procession.
L'abbé Louis de Lorraine et de Guise, cardinal et archevêque de Reims, soutient le maire de Beauvais Godin en 1586 contre le roi. Le 18 juillet 1589 on crie à l'ennemi : les soldats d'Henri IV arrivent par Allonne. Des cavaliers trouvent refuge à l'abbaye. Ils font fuir l’ennemi en tirant au canon depuis la tour de Croux. C'est à nouveau Saint-Quentin qui loge les troupes venues en renfort en juillet et août. Quand en septembre des troupes se présentent à nouveau, il leur est fait bon accueil, mais il s'agit en réalité de brigands. Au printemps 1590, l'abbaye loge encore des troupes, mais les soldats pillent les environs à plusieurs reprises.
En 1619, Louis XIII fait abattre les ponts qui mènent à l'abbaye lors de la révolte des grands. En effet, l’ouest de la ville est le meilleur terrain pour envahir Beauvais. Car Beauvais est entouré par un terrain accidenté au nord, par les marais à l’est, et par le Thérain au sud. Ceci fait de l’abbaye un axe stratégique pour attaquer. Après chaque incursion il est difficile de remettre les terres en état de produire afin de récupérer les fonds nécessaire à la reconstruction.
L’ordre de Saint-Augustin est réformé vers 1633. Initialement un haut lieu de théologie, l’abbaye avait décliné peu à peu, et passe maintenant dans la congrégation de France. Elle compte quinze religieux. Vers 1643, elle est rattachée à l'abbaye Sainte-Geneviève de Paris, qui joue un rôle important dans la reconstruction. C'est au révérend Père supérieur des Génovéfains que dorénavant l’abbaye doit se référer.
Le 5 juin 1681, l'abbaye est victime d’un incendie dans les cuisines et le grand réfectoire. Le reste des bâtiments étant trop vétuste, il devient nécessaire de les reconstruire totalement. L'abbaye s'endette sur cinquante ans pour financer de grands travaux comprenant notamment la construction de l'hôtel principal. Il faut de nouvelles cloches pour la chapelle car deux sont cassées et deux sont fêlées. L'abbaye Saint-Lucien propose d'utiliser ses fourneaux avant démontage, ce qui permet d'économiser sur le coût des travaux, et un don aide les religieux à les financer. En 1693, l'abbaye reçoit un donate. La tradition veut qu'on lui donne une corde de cloche à se mettre autour du cou. En 1714, les marguilliers proposent que la fabrique finance de nouveaux bancs pour l'église, et décident de lui laisser le droit de revente des anciens bancs en contrepartie.
En juin 1708, on demande l'autorisation de faire passer des tuyaux pour l'adduction de l'eau des fontaines. L'autorisation est accordée pour la fin des vendanges, car les pieds des vignes situés sur le trajet doivent être déplacés. En 1724, lors des travaux de reconstruction, il est nécessaire de déplacer le cimetière de vingt-quatre pieds afin de prolonger l'aile longeant l'église (c'est-à-dire le collatéral. L'abbaye a du mal à honorer ses dettes, mais des dons et des prêts exempts d'intérêts ainsi que la baisse effective des taux d'intérêt du fait de la forte inflation permettent d'alléger les coûts de construction. En 1732, la dette n’est pas réglée, mais les travaux sont achevés.
À la fin du XVIIe siècle, une pénurie de vocations se fait ressentir. De nombreux novices se présentent, souvent de régions lointaines, mais tous ne sont pas acceptés à la vêture. C'est le chapitre qui vote l'avancement avant de dresser un acte capitulaire envoyé au révérendissime Père supérieur général qui envoie les obédiences à l'évêque.

### L'abbaye devient manufacture

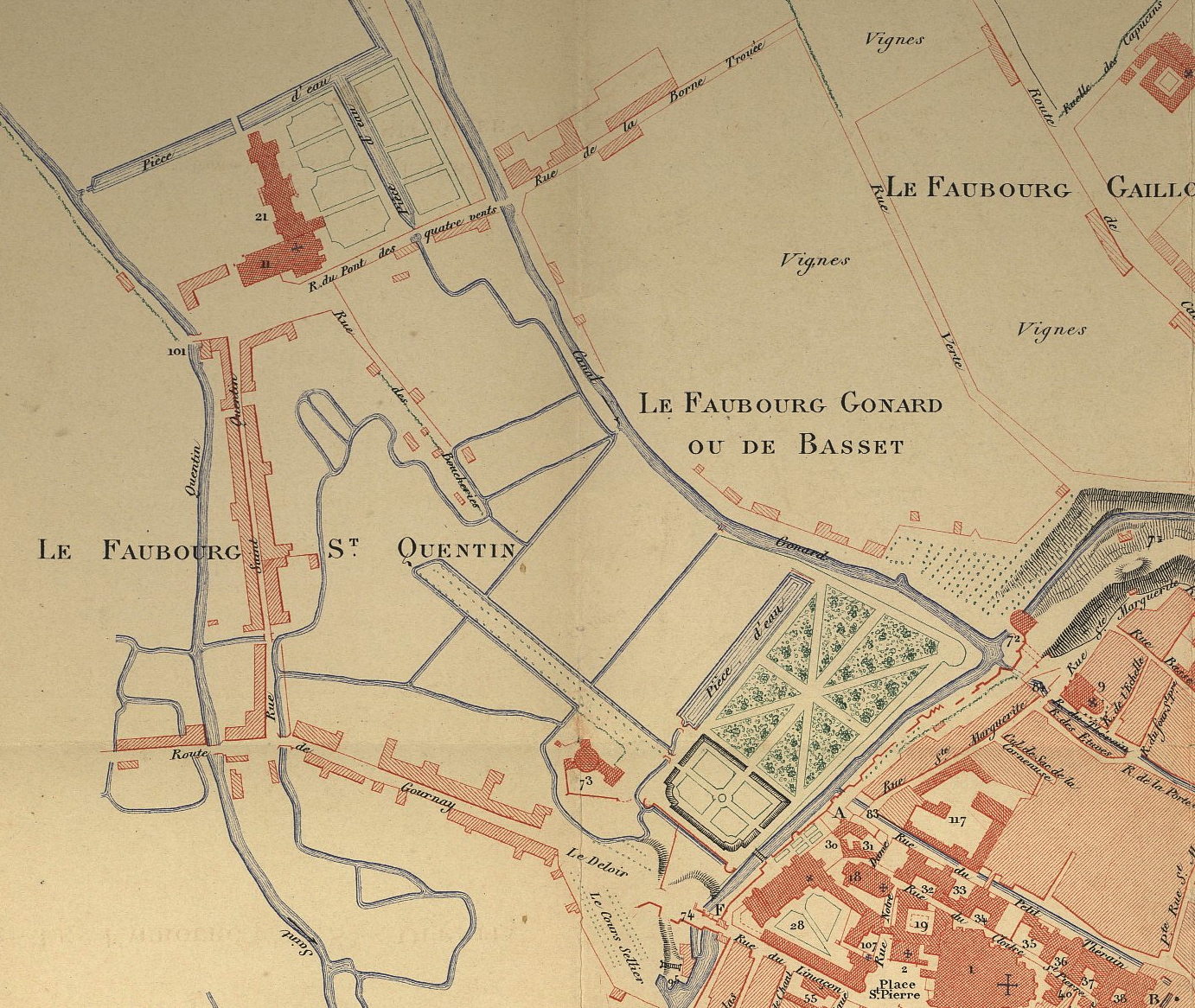
Plan du Faubourg Saint Quentin en 1789.

La Révolution française met un terme à l'existence du monastère. Cela commence par le décret du 19 février 1790 prohibant les vœux monastiques. Le 27 mai 1790 c’est le décret de saisie des biens, puis le 14 octobre 1790 c'est la loi sur la situation des religieux. Le 30 aout 1790, débute la liquidation des biens de l'abbaye par la vente des vignes. À ce moment il reste dix religieux, alors que la capacité est de vingt-huit.
Claude Pignon, prieur et administrateur, décide de se donner à la cure, et les autres chanoines choisissent de quitter l'ordre. L'abbaye est déclarée éteinte le 15 septembre 1790. Le 8 novembre 1790 le procureur procède à l'inventaire. Ce qui sera vendu aux enchères est entreposé dans la salle de compagnie (actuel salon des quatre-saisons). Son inventaire révèle une grande richesse, spécialement pour la bibliothèque qui compte plus de 4 000 volumes. Au moment de la saisie, les biens sont estimés à 104 100 francs pour l’abbaye, 12 986 francs pour les moulins et environ 100 000 francs pour les terrains.
Le 9 janvier 1790, l’ensemble des bâtiments de l’abbaye est adjugé pour 104 100 francs au citoyen Jean-Pierre-Marie Sallé. Il en fait sa résidence avec sa femme, ses deux filles et ses deux garçons. Il installe dans les dépendances une manufacture de toiles peintes. Le 13 avril 1791, on procède à la vente et adjudication à l’encan de tous les meubles sauf les livres et les objets de culte. La vente a lieu dans la maison conventuelle après publication et affiche dans tous les environs. M. Sallé, l'acquéreur des murs, enchérit aussi une grande partie du mobilier. Le curé quant à lui rachète une marmite, et à la levée des scellés, découvre qu’on lui avait laissé le nécessaire ainsi que vingt-cinq bouteilles.
Le bourg de la paroisse est rebaptisé faubourg de la Révolution en lieu et place du faubourg de Deloy. Le 3 septembre 1794, on vend la maison du vicaire, et le 27 juin 1795, c'est le tour de celle du maitre d’école. Pour peu de temps encore, l’église reste un lieu de culte, mais peu à peu le statuaire disparaît. En 1792, Claude Pignon est toujours curé, mais on lui demande de quitter le presbytère pour agrandir la manufacture. En échange on doit lui construire un autre logement. Mais l'intéressé quitte le sacerdoce pour devenir instituteur.
Le 6 mars 1798, la veuve Sallé achète plusieurs lots de bâtiments : l’église qui est construite en pierre et couverte de tuiles (sauf le clocher qui est couvert d’ardoise). Elle acquiert une écurie en colombages avec toit en appentis avec le terrain du cimetière, ainsi qu’une autre écurie en pierre et colombages et tuiles. Les lots sont vendus 11 906 F dont 9 900 F pour l’église, 1 430 F pour le cimetière et l'écurie, et enfin 576 F les 96 ormes. La grille d’entrée et les deux pavillons sont rajoutés vers 1804 par Mme Sallé. Afin d’élargir la rue Gonard qui deviendra la rue Cambry, elle fait combler le fossé. Le niveau du sol du terrain est remonté afin d’éviter l'inondation des jardins. Les caves bénéficient d'emblée d'une structure qui empêche toute infiltration.
Par l'extension de la filature, avec ses pavillons d’entrée et sa grille, la place centrale du faubourg est soustraite au domaine public, ce qui mécontente les habitants qui lancent une pétition. En effet ces aménagements coupent l’accès aux pâtures. Le pavillon nord du grand logis sert d’étendage, et la cave abrite vingt-cinq métiers à tisser à calicot. La chapelle sert d’archive, et l’église de pièce à tout faire.

### La manufacture devient préfecture
En 1817, la manufacture est proposée à la vente pour 200 000 F au département. La vente tarde et le fils Sallé pense à en faire une carrière de matériaux à l'instar de l’abbaye Saint-Lucien, mais un expert en estime la valeur à 110 000 F sans les frais de démolition. En 1819 la manufacture est visitée dans le but d’y créer un hôpital. Mais ce projet n’est pas retenu à cause de l’humidité probable.
En 1822, M. Sallé fait une nouvelle offre, mais en retirant des lots attenants, pour un prix de seulement 100 000 F. Le 3 avril 1823, le ministre de l’Intérieur presse à nouveau le préfet de préparer l’ancien évêché (qui est la préfecture du moment) à recevoir l’évêque de Beauvais. Le 3 mai 1823, le préfet convoque M. Sallé qui fait une offre à 140 000 F et conseille de démolir l’église pour récupérer les matériaux. Le prix et le mode de paiement sont soumis au conseil général et a son président le duc Édouard de Fitz-James, à savoir 40 000 F à l’achat, puis 50 000 F en 1825 et 50 000 F en 1826. Par un courrier du 5 juillet 1823, le préfet fait part au ministre de sa décision favorable et demande l’ordonnance du roi entérinant cette décision avant le 9 juin suivant, sous peine de nullité et la mise à disposition des fonds.
Le site de Saint-Quentin n’est pas le seul en lice pour devenir la nouvelle préfecture. On pense aussi à l'ancien couvent des Minimes, car le site est moins éloigné du centre-ville et serait plus rapidement fonctionnel, mais le projet reviendrait plus chère : 318 000 F. C’est pour cela que le projet est rejeté. En 1823, le conseil général achète donc les lieux pour 140 000 F. La préfecture, située dans l’ancien palais épiscopal, emménage en 1824. Au prix d’achat, s'ajoutent 35 000 F pour les frais d’arrangement et 91 000 F pour les frais de restauration. Avec le prix d’achat, le projet revient ainsi à 266 000 F. C’est Louis-Alexandre Blin de Bourdon qui est le préfet de l’Oise. L’architecte chargé des travaux est Charles-Henri Landon, architecte du département.
Avec l'acquisition de l'ancienne manufacture par la préfecture, le destin de l'église est scellé dès 1824. La vente des matériaux de l’église et de quelques bâtiments se fait par adjudication le 10 avril 1824. Du fait d'une entente entre les acheteurs, la préfecture ne récupère que 6 000 F. La démolition est terminée en automne 1824. Pendant les travaux, un manuscrit du XIe siècle est découvert dans l'église : un commentaire de saint Augustin sur la Genèse.
Le XIXe siècle est une période de grandes transformations. Pour rendre les lieux adaptés, de nombreux travaux sont nécessaires, dont notamment l’installation de deux calorifères à la cave. En 1845, sur l'emprise du bas-côté de l’église, on construit l’aile qui relie le grand logis au bureau, avec une serre au rez-de-chaussée. À l’étage sont aménagés l’appartement du préfet, l’appartement de la comtesse Puymaigre, un appartement d’honneur de trois pièces pour les hôtes de passage, ainsi que plusieurs chambres à coucher et une lingerie. Au dernier étage sont installés les logements des domestiques ainsi qu’un garde-meubles.
La préfecture a reçu plusieurs hôtes prestigieux, dont notamment Louis Philipe le 26 mai 1831 et le général Charles de Gaulle lors de sa tournée des préfectures les 13 et 14 juin 1964.
Il est décidé de construire un nouveau bâtiment à l’emplacement du bras gauche du transept. Le rez-de-chaussée sert de cuisine et de lavanderie. Il accueille aussi l’appartement provisoire du préfet. Le grand logis reçoit la salle des huissiers et la salle du conseil général. Dans la mansarde du pavillon central du grand logis, la préfecture fait installer un observatoire météorologique conçue par Auguste-Lucien Vérité. Celui-ci est apparenté à l’horloge astronomique qui sera installé dans la cathédrale de Beauvais en 1864/65. L’ancienne écurie de l’allée accueille les bureaux. L’année 1847 voit la construction d’un campanile avec horloge au-dessus du bâtiment de bureau. Il sera détruit en 1970. En 1864, on crée, à gauche de l’entrée, un bureau pour l’archiviste, et une salle d'archives avec des étagères en fer au second étage.
En 1900 on crée un terrain de tennis. La construction de l’aile droite est décidée le 20 mai 1902. L'adjudication est lancée rapidement, et les nouveaux bureaux sont réceptionnés le 13 décembre 1904 pour un prix de 75 381 F. En 1928, on lance la construction d’un nouveau bâtiment plus grand, de plan trapézoïdal, au bord du Thérain. Afin de limiter les coûts la façade n'est pas totalement identique au bâtiment en face. Les travaux s'achèvent en 1930 et les archives sont déménagées à l’abri des incendies dans ce nouveau local en béton. Toujours en 1930, on construit un garage ainsi qu’un appartement pour le chauffeur, mais aussi une chambre pour le jardinier.
Dès 1849, les séances du conseil général s’ouvrent au public, et il est impératif de procéder à un agrandissement. Pour cela la cloison de l’antichambre de la grande salle de la chambre des commissions est cassée. Après quatre-vingt ans de divers projets pour déplacer le conseil général, la nouvelle salle du conseil se concrétise. Le coût de l’opération est de 90 000 F de travaux, augmentés de 20 000 F de consolidation des caves ébranlées par les travaux. Avec le temps et le poids supporté, les poutres se fatiguent, et il faut remplacer le carrelage par du plancher et des murs par des cloisons plus légères. L’inauguration de l’hémicycle de la salle du conseil se fait le 18 mai 1932.

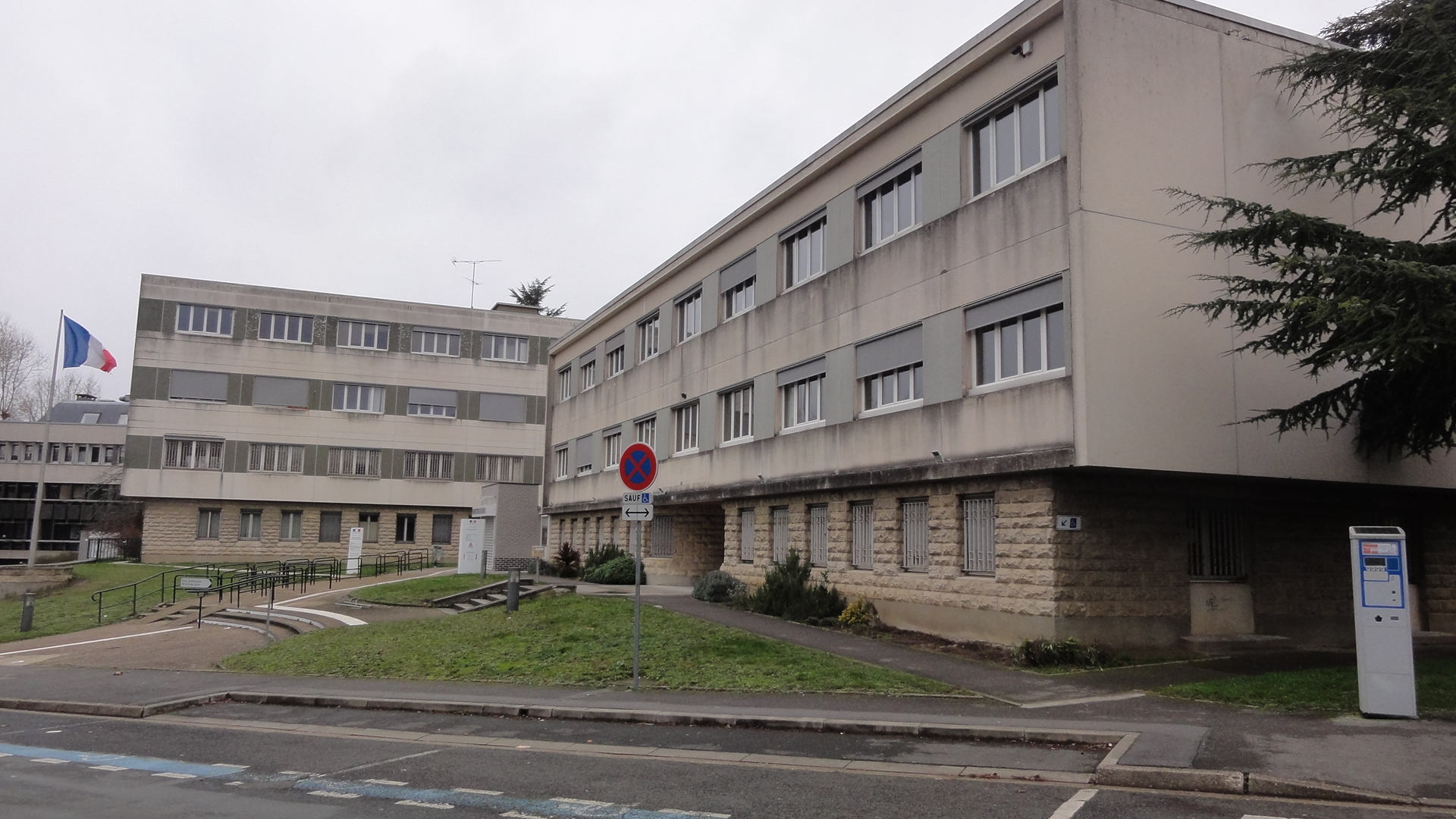
L'espace Europe de la préfecture de l'Oise.

L’éclairage extérieur au gaz arrive en 1857, puis en 1861 c’est le tour de l’éclairage intérieur. L’éclairage électrique arrive en 1920. Le chauffage qui datait de 1879 est remis à neuf en 1947. Le 22 novembre 1852, le télégraphe est installé dans le pavillon à droite de la grille. Le 26 mars 1936 seulement, la commission départementale autorise l’installation du téléphone. Le perron central avait été couvert d’une véranda qui est supprimée en 1940. En 1939/45 s’installent le service de ravitaillement ainsi que les services vétérinaires, des renseignements généraux et de l’assistance public. En 1852 on compte douze attributions au bâtiment de la préfecture, et en 1951 il y a 2 437 attributions mais les services seront éclatés en 1975,.

## Domaine actuel

### Dispositions des bâtiments et aspect extérieur
La préfecture bénéficie de quatre entrées au total. L’accès principal se fait par une grille située au no 1, place de la Préfecture. Il s'agit de la grille installée à l'époque de la manufacture, en 1804. Elle est en fer forgé, et ornée en haut d’une frise de flots grecques. Encadré de deux pavillons qui datent également de 1804, elle ouvre sur l'actuelle cour d’honneur, qui est encadrée sur les trois autres côtés par des bâtiments sobres en pierre et brique. La cour avait été prise sur la place principale du faubourg par la veuve Sallé, ce qui avait suscité le mécontentement des habitants (voir le chapitre Histoire).
Les trois ailes autour de la cour abritent certains services de la préfecture. Elles se caractérisent par une architecture calquée sur celle du grand logis de l'abbaye du XVIIe siècle, non sans certaines simplifications. Les murs reposent sur des soubassements en pierre de taille, et sont structurés par des bossages verticaux en pierre de taille aux angles et à l'intersection des travées. Ils sont scandés horizontalement par des bandeaux plats à la limite supérieure des étages, et s'y ajoutent des bandeaux plats verticaux dans la ligne des piédroits des portes et fenêtres. Ces bandeaux, ainsi que les seuils et linteaux des ouvertures, sont également en pierre de taille. Le remplissage est réalisé en briques rouges. L’aile gauche (côté ouest) reste marquée par les impacts laissés par un obus tombé dans la cour d’honneur dans la nuit du 5 au 6 juin 1918.
Au fond de la cour, un porche avec un arc en plein cintre s'étendant sur les deux étages ouvre sur le parc et ses trois platanes centenaires. Plus rien ne reste des vastes jardins à la française qui existaient du temps de l'abbaye. Le parc offre une vue dégagée sur la façade ouest du grand logis du XVIIe siècle. Elle mesure 71 m de longueur, et onze mètres de hauteur jusqu'en haut de l'entablement, voir quinze mètres pour le corps central et les deux pavillons aux extrémités, qui comportent un deuxième étage. (Pour donner une idée du volume, la largeur de l'édifice est de onze mètres à l'intérieur.) La ligne de la façade est rompue par la saillie de trois avant-corps, qui correspondent au corps central et aux pavillons. L'ensemble est couvert de combles brisés à la française.
Le corps central compte trois travées. Contrairement aux autres parties, sa façade est réalisée exclusivement en pierre de taille. Il s'amortit par un fronton en arc de cercle. Les pavillons d'angle, qui comptent deux travées, sont couronnés d'un fronton triangulaire. De part et d'autre du corps central, les ailes nord et sud comptent cinq travées chacune. Elles sont toutes identiques ; cependant, leurs lucarnes ménagées dans les combles à la Mansart présentent alternativement un fronton triangulaire et un fronton en arc de cercle. Les lucarnes sont absentes sur le corps central. Sur les pavillons, elles ne figurent qu'aux extrémités. Aucun décor sculpté n’alourdit la façade. Elle est toutefois agrémentée de moulures, ce qui constitue la principale différence avec les bâtiments plus récents autour de la cour d'honneur. Les moulures concernent notamment les cimaises des frontons et les corniches. Elle se font plus discrètes sur le bandeau en haut du premier étage, qui est en réalité un entablement simplifié, caractéristique du style classique. Le décor est complété par des clés d'arc en léger relief au milieu des linteaux (que l'on note également sur une partie des bâtiments plus récents) ; par des cercles au milieu des frontons des pavillons d'angle ; et par des caissons sur les allèges des fenêtres. Le remplissage des murs par des briques rouges cache un appareil de moellons provenant des carrières de craie blanche des environs. La couverture est en ardoise, et la charpente des combles brisés est en châtaignier blanc. Dans son ensemble, le grand logis évoque bien un château de plaisance de son époque. Il en va de même des logis d'autres abbayes rebâtis à l'époque moderne, tels que Chaalis, Saint-Christophe-en-Halatte, Royallieu, etc.
La résidence est rattachée aux bâtiments autour de la cour d'honneur par une large galerie, dont l’un des murs, du côté nord, date du XIe siècle : c'est le côté intérieur du mur gouttereau du collatéral sud de l'église abbatiale, reconnaissable grâce à son appareil en petits moellons cubiques dits pastoureaux récupérés sur des édifices gallo-romains, comme sur l'église de la Basse-Œuvre. Cette galerie abrite au rez-de-chaussée un jardin d’hiver et une salle de réunion, et à l’étage le bureau du préfet. À l’est se trouve une chapelle historique (voir ci-dessus, Le domaine du temps de l’abbaye), dont seule la base date du XIe siècle avec ses fenêtres en plein cintre qui sont couronnées d’une frise en pointe-de-diamant. Derrière la résidence, à l’est, se trouvent un terrain de tennis, un verger et un potager.

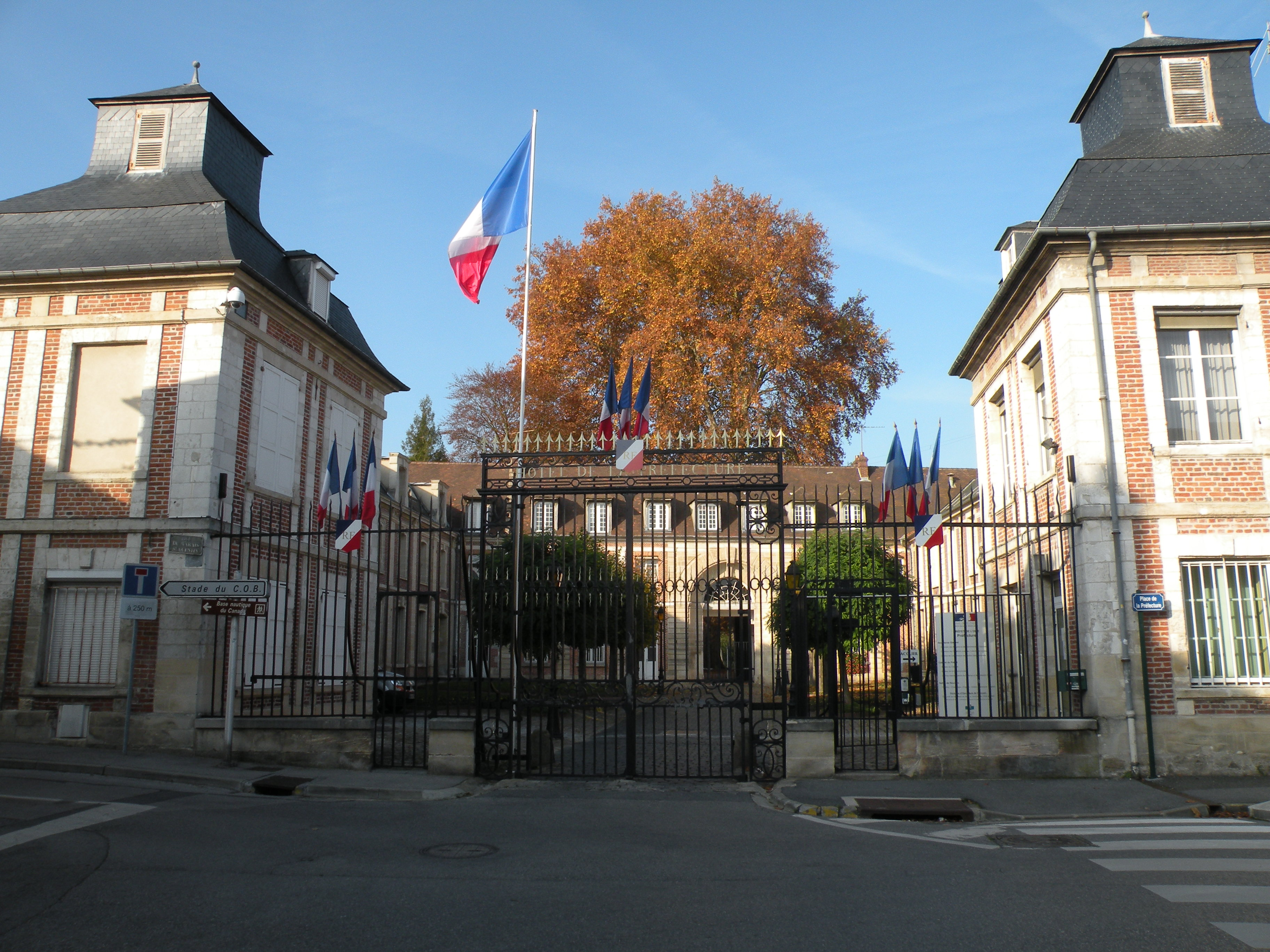
L'entrée.
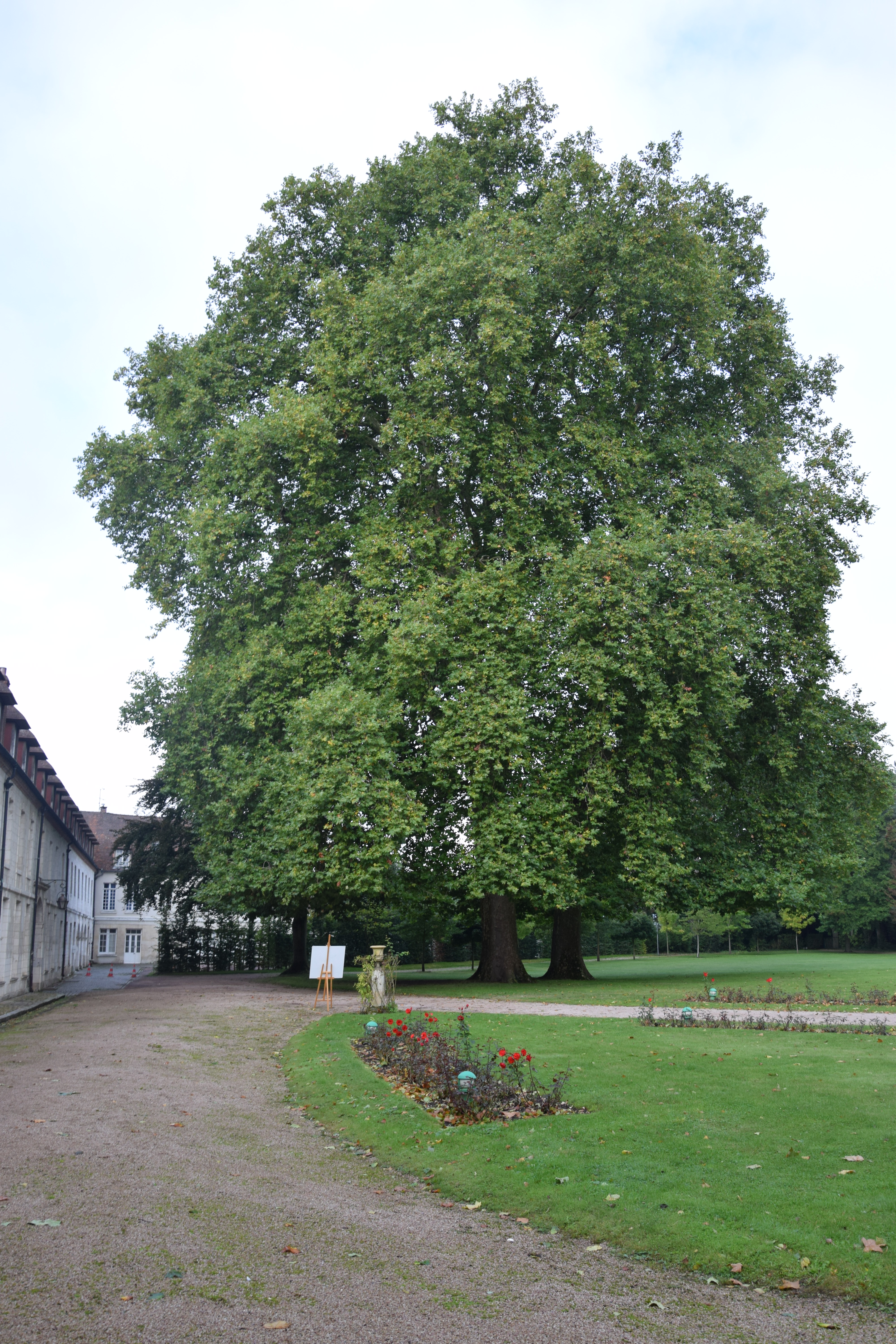
Le parc et ses platanes.
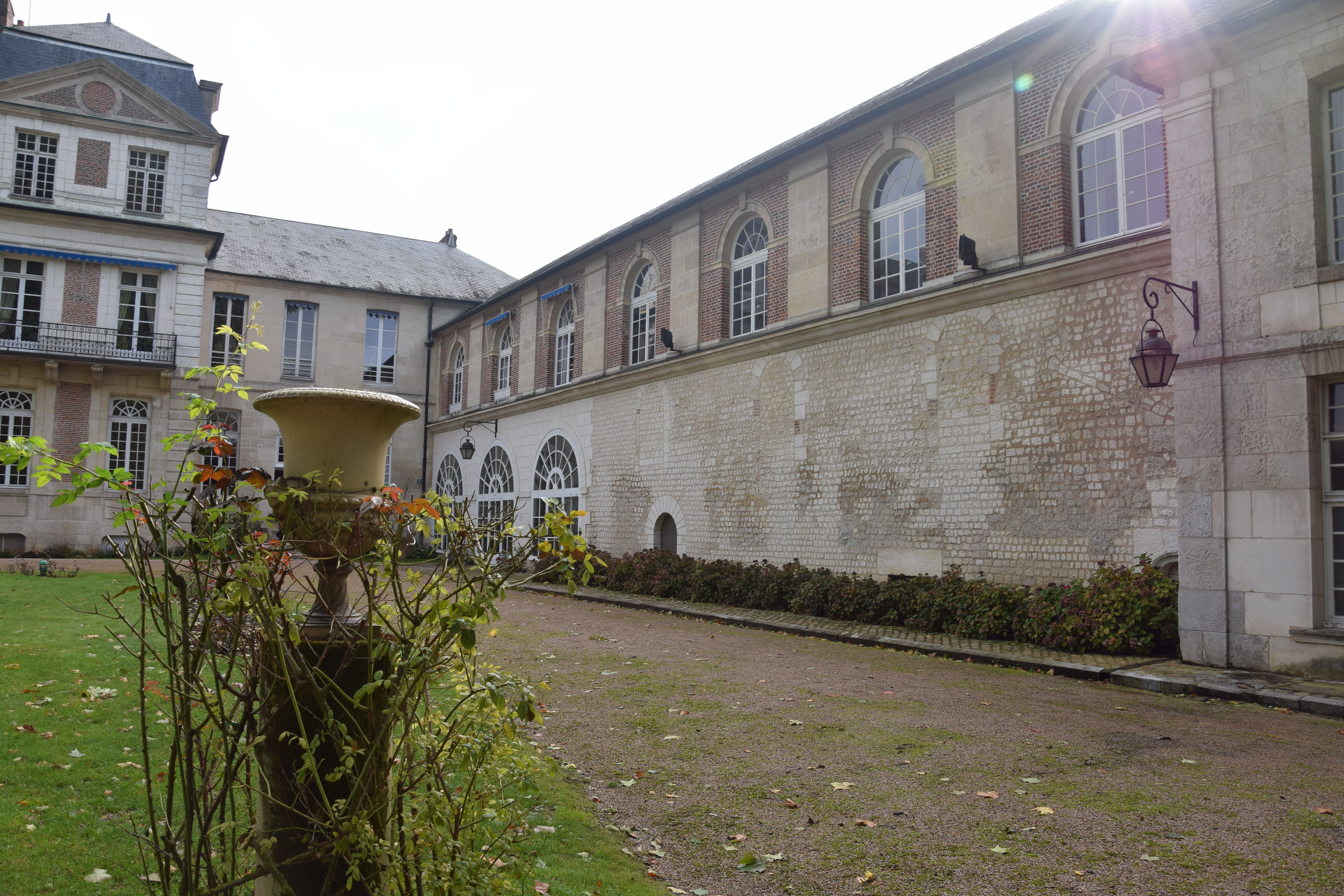
La galerie.

### Aspect intérieur
L’entrée se fait par le perron de l’avant-corps central qui donne sur la salle des quatre colonnes. Ce hall est de décoration classique avec un sol à damiers noirs et blancs et est décoré par deux sculptures modernes « rupture » d’Alain Lantero et « Mère. Trois personnages » de Parvine Curie. Il abrite de nombreux portraits des anciens préfets, ainsi que l’ancien blason qui ornait la façade de la résidence. Le hall distribue sur la façade arrière ainsi que quatre portes donnant sur les couloirs, la salle de réunion et le salon de l’hôtel. Sur la droite, un couloir aux fines boiseries amène vers le grand salon ou salon des quatre saisons avec à chaque angle un panneau en plein bois représentant une saison. Les impostes représentent le commerce et l’industrie, Bâton du fon et casucée. Cette décoration date de 1801. Les sièges couverts de tapisserie de Beauvais, en cours de restauration, sont un cadeau de Louis XVIII en 1822.
Le petit salon, qui par ailleurs a été successivement le salon jaune, le salon cerise et pour finir le salon bleu à cause de la couleur de son mobilier, est décoré au-dessus des portes par des cartouches représentant les loisirs (musique, chasse, pêche).
Dans le couloir à la sortie du petit salon on trouve un tableau de Mme Léon Chevreau dame d'honneur de l'impératrice Eugénie. Au-dessus de la porte du petit salon se trouve entre des cornes d'abondance d'où déborde des fleurs et des fruits un médaillon avec le monogramme « LVS » pour Louise Victoire Sallé, le nom de la fille ainée.
Le grand salon et petit salon de style Louis XVI.
Un peu plus loin, la salle à manger décoré par un tableau de Gilbault intitulé "raisins et roses d’Alger", et enfin l’escalier d’honneur dont la rampe du XVIIIe siècle proviennent de l’hôtel de ville de Beauvais. Derrière l’escalier se situe la chapelle.
En repartant depuis le salon des quatre colonnes, le couloir de gauche conduit à deux grandes salles de réunion : la salle Vasarély, ornée d’une tapisserie de l’artiste du même nom, intitulé « Cheyt Pyr » et tissé à Beauvais en 1977-1978. Et enfin la salle de l’hémicycle, réalisée pour le conseil général en 1932.
Le Fonds national d'art contemporain a confié vingt-six œuvres modernes à la préfecture. Il y a notamment « Le pardon » de Roger Bezombes et « Arbres » de Jean Clerté.

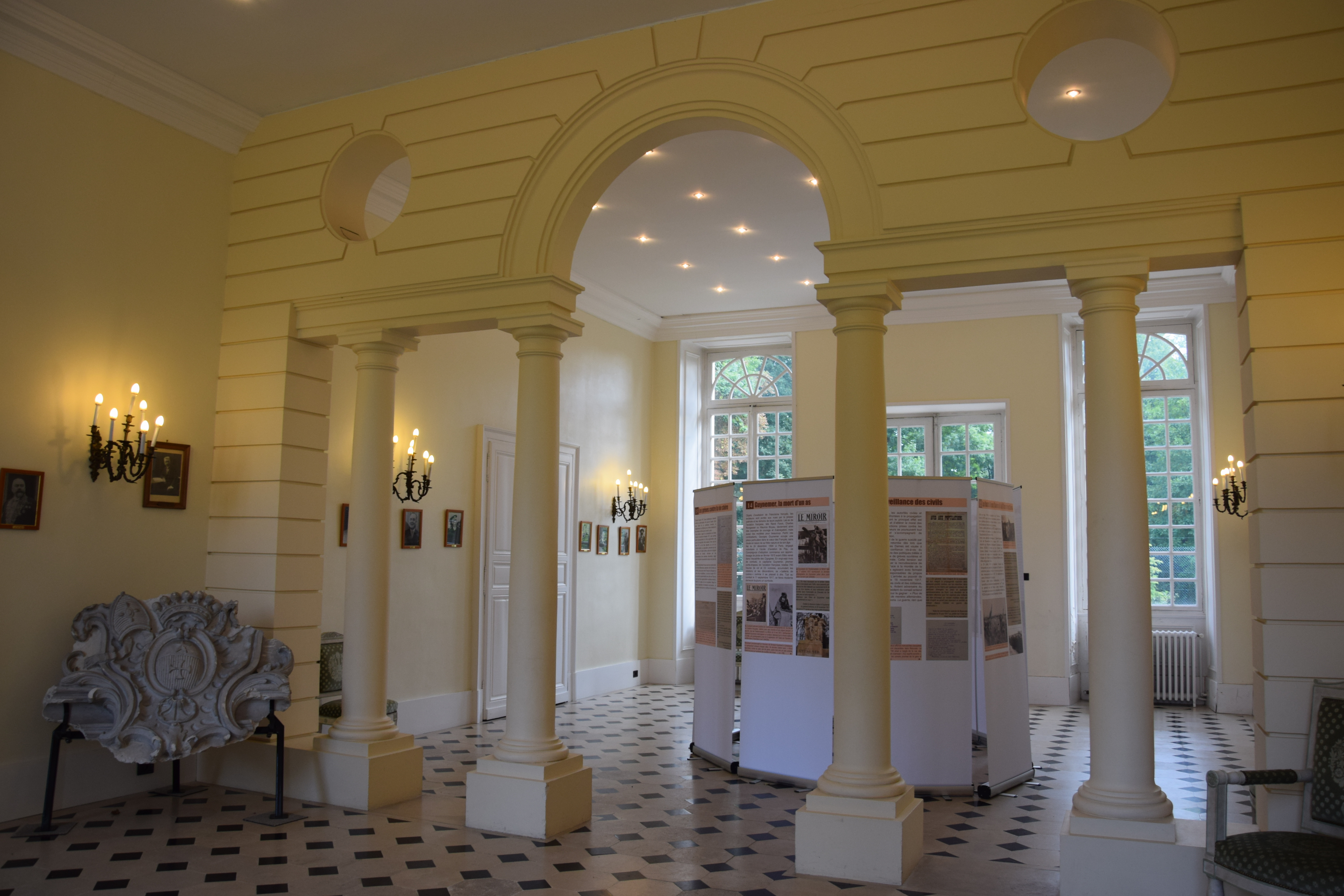
Salle des quatre colonnes.
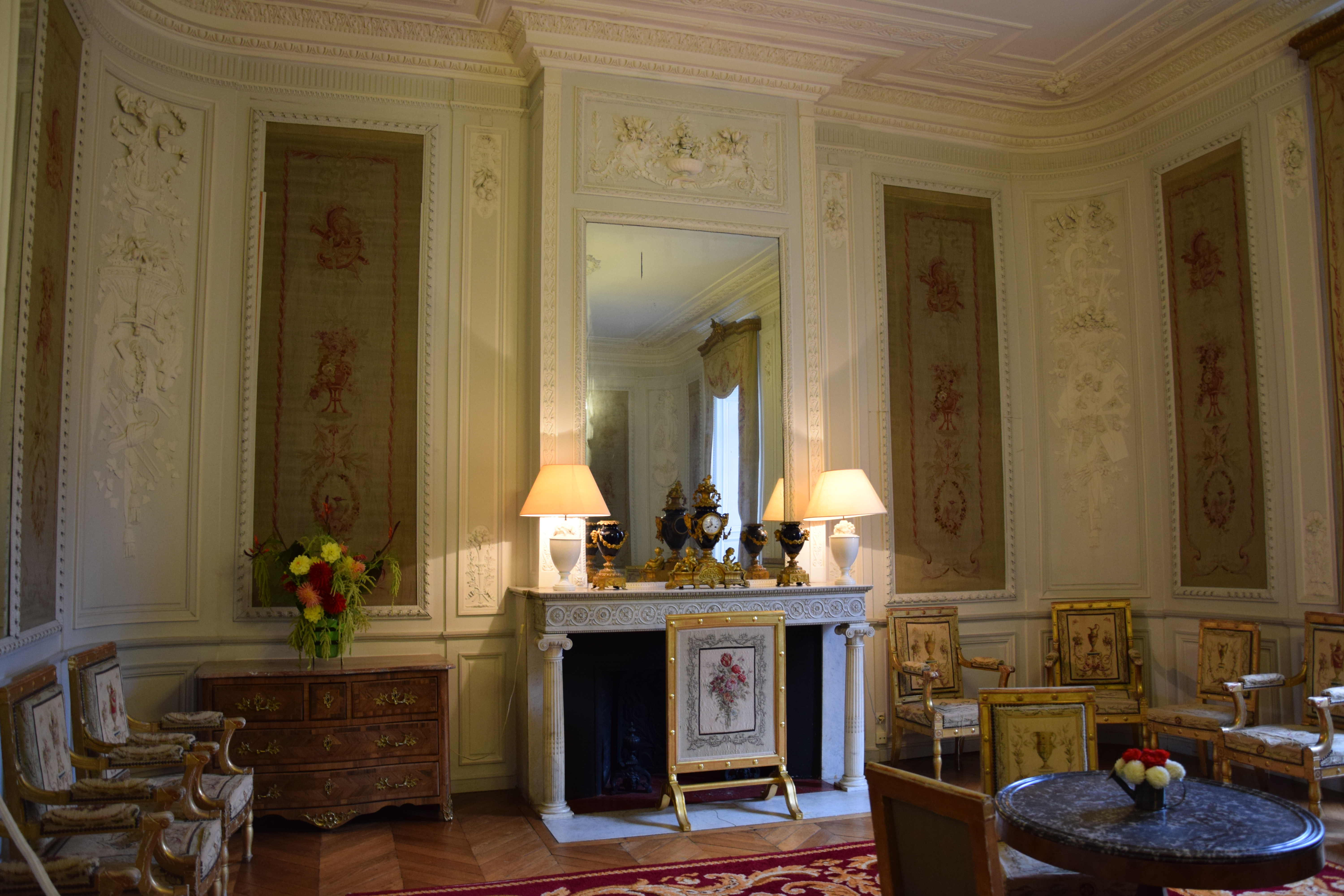
Salon des quatre saisons.
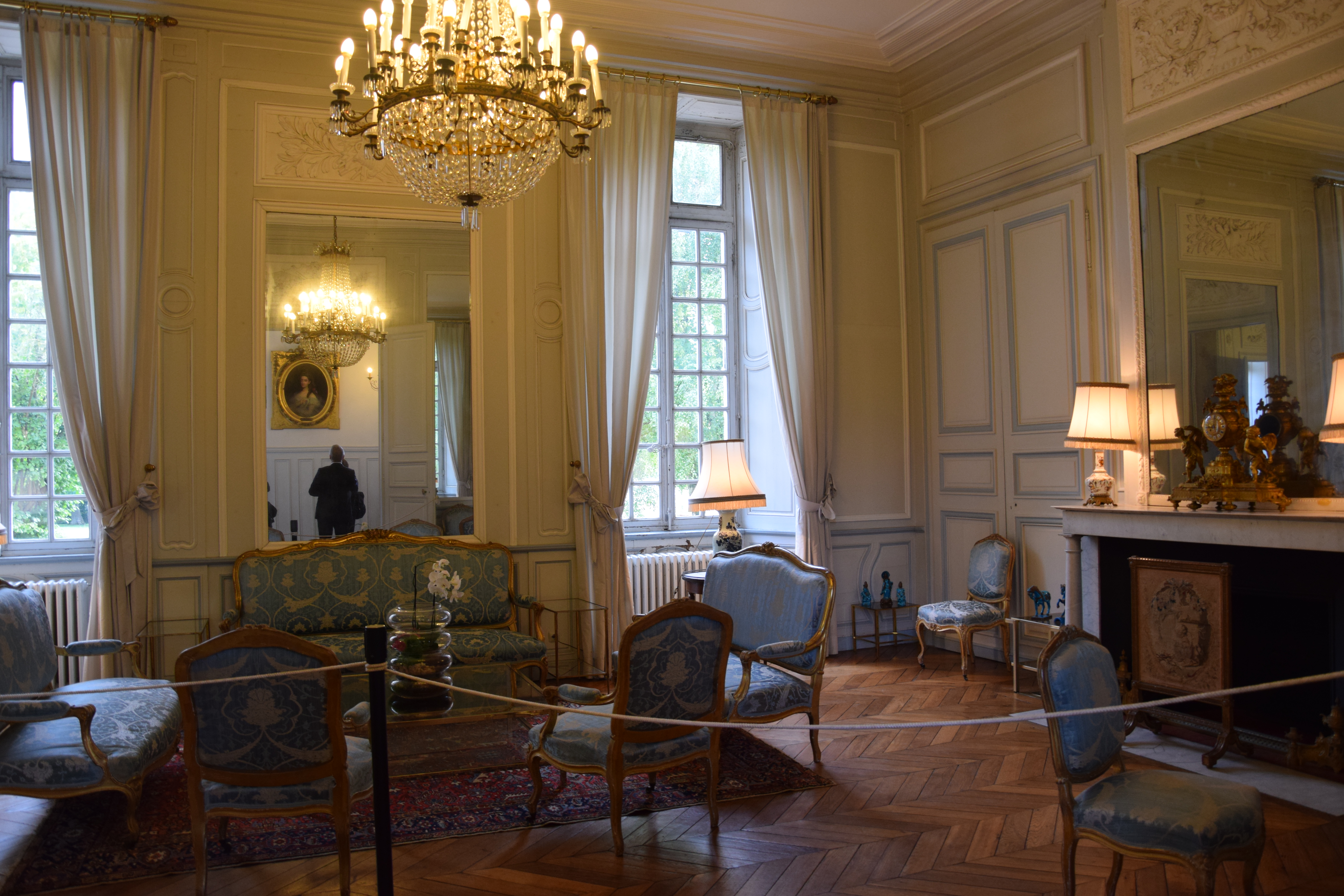
Salon bleu.
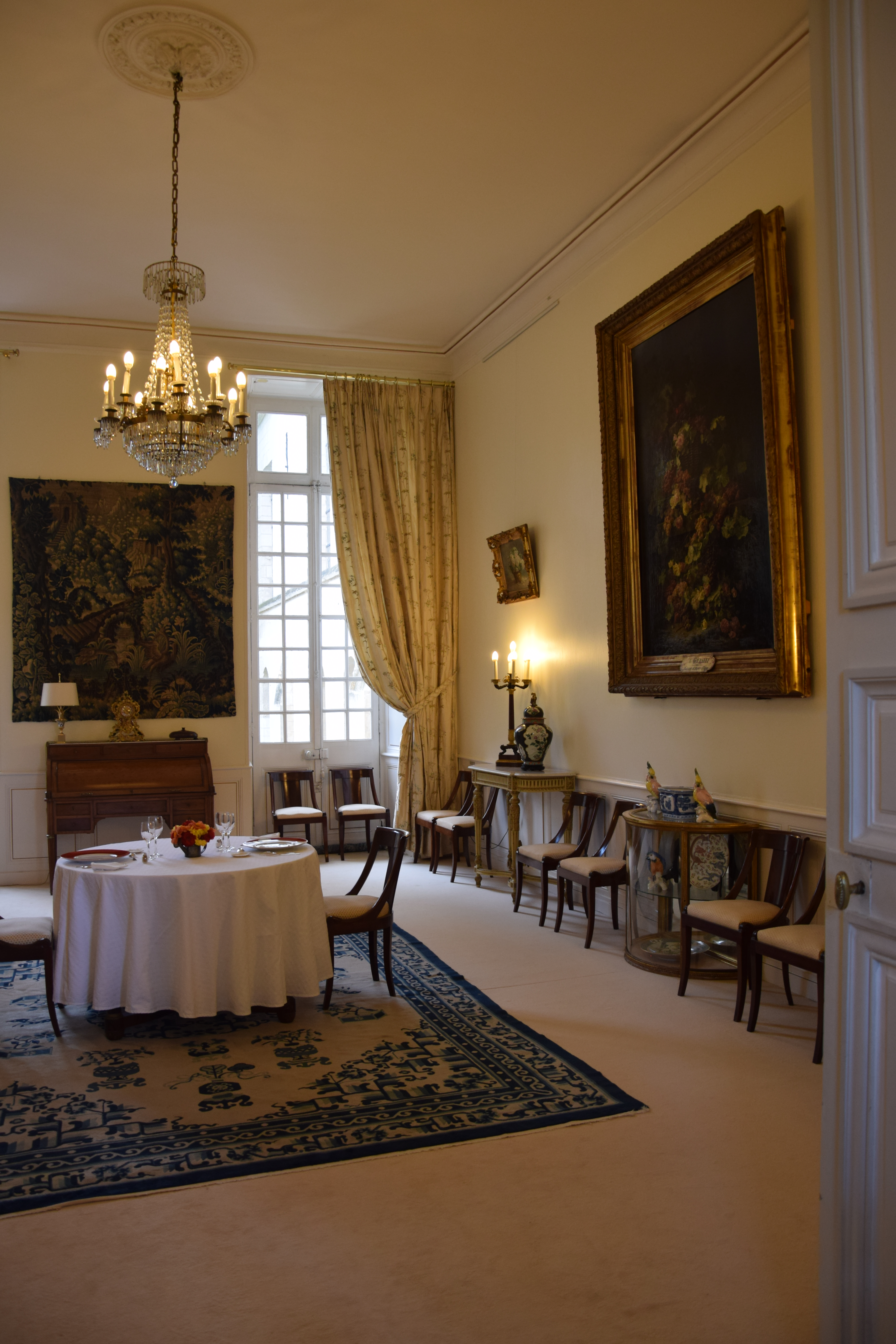
Salle à Manger.
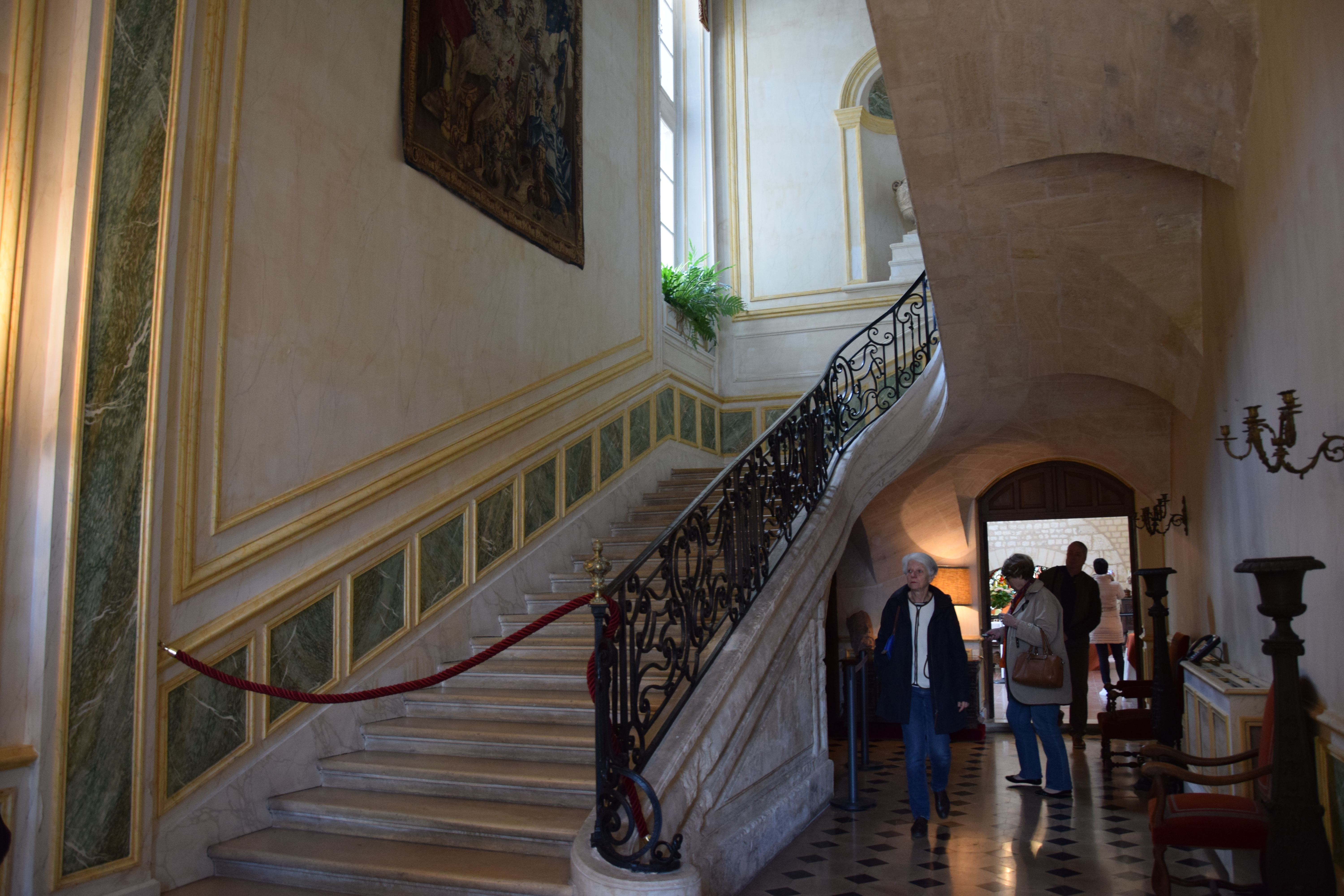
L'escalier d'honneur.
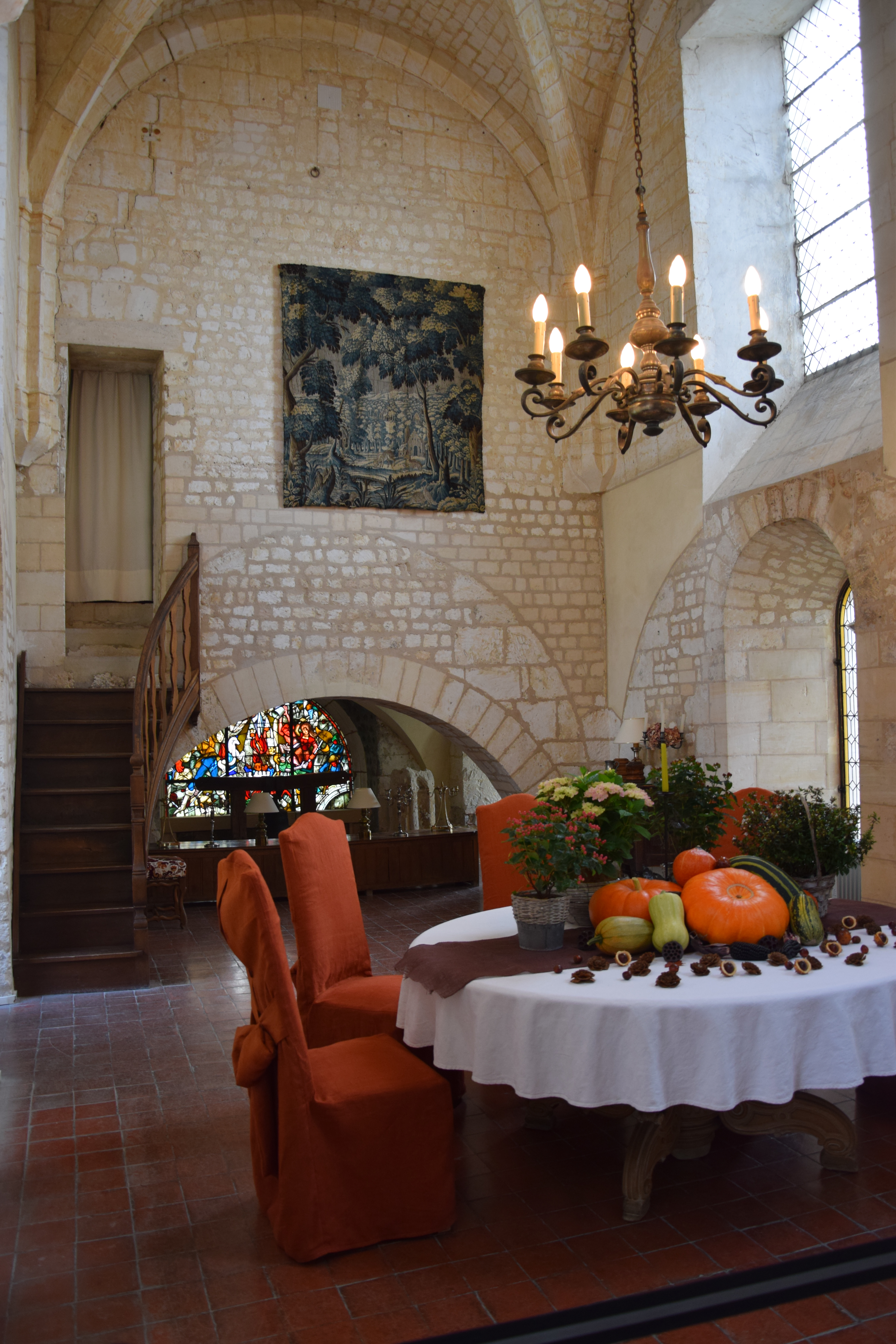
La chapelle.
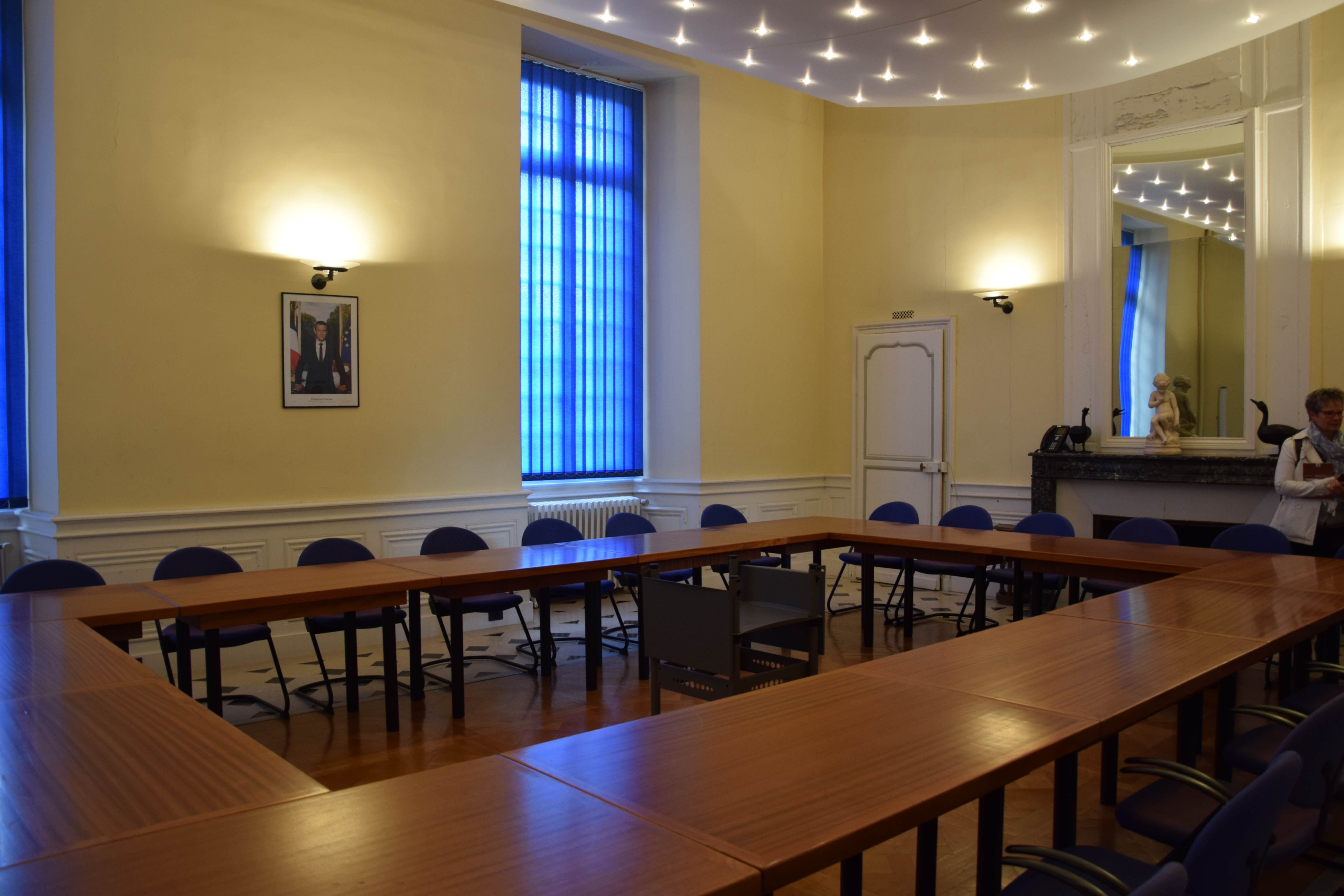
La salle Vasarely.
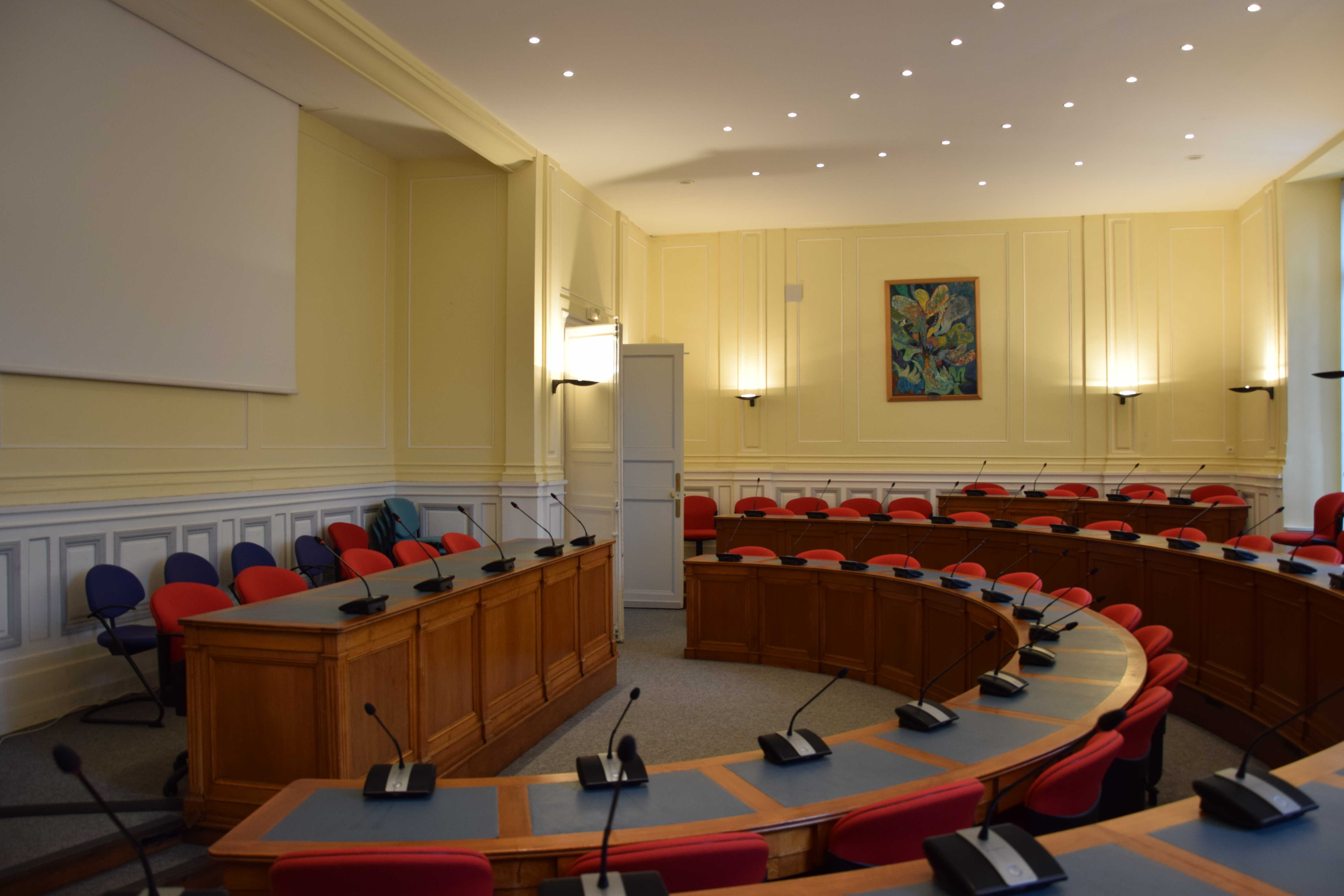
Salle de l'hémicycle.